# Amlach
Amlach är en ort och kommun i distriktet Lienz i förbundslandet Tyrolen i Österrike.